# Paramuricea grayi
Paramuricea grayi är en korallart som först beskrevs av Johnson 1861.  Paramuricea grayi ingår i släktet Paramuricea och familjen Plexauridae. Inga underarter finns listade i Catalogue of Life.